# Motivo ARN asd
El motivo ARN asd es una estructura conservada de ARN encontrada en lactobacillales. El motivo asd fue detectado por métodos bioinformaticos. Un ARN asd individual fue localizado en Estreptococo pyogenes mediante las técnicas de northern blot y microarray, y caracterizado como una molécula de 170 nucleótidos llamada "SR914400". El sitio de inicio de la transcripción determinado para SR914400 corresponde al extremo 5′ de la molécula mostrada en la imagen. Pertenece a la familia de moléculas del ARN RF01732.
Algunos  ARNasd están asociados a genes, como el gen asd, lo que sugiere una función reguladora en cis. En cualquier caso, varias líneas apuntan  a que este no es papel biológico de estas estructuras. En primer lugar, en algunos casos el ARNasd no está en el extremo 5' de la región no traducida de ninguno de los genes indicados. Segundo, en Estreptococo mutans, hay un promotor fuerte inmediatamente aguas abajo del terminador de la transcripción que sigue al ARNasd, y este promotor precede a su vez al gen aguas abajo. Esta configuración sugiere que la transcripción del ARNasd es terminal, y el gen se transcribe aguas abajo del promotor. Finalmente, a pesar de que el gen asd codifica una enzima, la aspartato-semialdehido dehidrogenasa, que participa en la síntesis de metionina, lisina y treonina, los niveles de transcripción del gen asd permanecen constantes incluso cuándo las concentraciones de estos aminoácidos fluctúan.